# Théorie de la répartition des sexes de Trivers et Willard
En biologie évolutive, la théorie de la répartition des sexes de Trivers et Willard, des patronymes de Robert Trivers et Dan Willard (en), est une hypothèse complémentaire du principe de Bateman sur l'investissement parental. 

## Théorie
Elle propose que la capacité de choisir le sexe de sa progéniture est un trait qui peut faire l'objet de la sélection naturelle, car le maximum de descendants à la deuxième génération est obtenu en adaptant le sexe du descendant de première génération aux conditions sanitaires et alimentaire de la mère, lorsque sa condition physique a un impact sur celle de ses petits lorsqu'ils se reproduiront eux-mêmes. 
Elle est basée sur des observations du cerf élaphe. 

### Chez les cerf élaphe
Chez cette espèce, les femelles en bonne condition physique produisent plus de mâles, et les femelles en mauvaise condition produisent plus de femelles. 
En effet, chez cette espèce :
- la condition physique d'une femelle détermine la condition physique de sa progéniture lors de leur première reproduction ;
- si ce premier descendant est une femelle, son accès à la reproduction est peu influencé, la probabilité d'une seconde génération reste élevé ;
- mais si ce premier descendant est un mâle, son accès à la reproduction est compromis (il sera supplanté par des mâles en meilleure condition), la probabilité d'une seconde génération tombe.

Donc, les femelles en bonne condition physique ont intérêt à produire une plus grande proportion de mâles (qui auront un succès reproducteur élevé et produiront un grand nombre de descendants), les femelles en mauvaise condition physique ont en revanche intérêt à favoriser la production de femelles.